# Pittman (Florida)
Pittman ist  ein census-designated place (CDP) im Lake County im US-Bundesstaat Florida. Das U.S. Census Bureau hat bei der Volkszählung 2020 eine Einwohnerzahl von 227 ermittelt. 

## Geographie
Pittman grenzt im Osten an den Lake Dorr am Rande des Ocala National Forest. Der CDP liegt rund 20 km nördlich von Tavares sowie etwa 60 km nördlich von Orlando und wird von der Florida State Road 19 durchquert.

## Demographische Daten
Laut der Volkszählung 2010 verteilten sich die damaligen 180 Einwohner auf 100 Haushalte. Die Bevölkerungsdichte lag bei 54,5 Einw./km². 93,3 % der Bevölkerung bezeichneten sich als Weiße, 6,1 % als Afroamerikaner und 0,6 % als Asian Americans. 2,2 % der Bevölkerung bestand aus Hispanics oder Latinos.
Im Jahr 2010 lebten in 19,0 % aller Haushalte Kinder unter 18 Jahren sowie 40,5 % aller Haushalte Personen mit mindestens 65 Jahren. 75,9 % der Haushalte waren Familienhaushalte (bestehend aus verheirateten Paaren mit oder ohne Nachkommen bzw. einem Elternteil mit Nachkomme). Die durchschnittliche Größe eines Haushalts lag bei 2,28 Personen und die durchschnittliche Familiengröße bei 2,58 Personen.
16,1 % der Bevölkerung waren jünger als 20 Jahre, 14,4 % waren 20 bis 39 Jahre alt, 35,0 % waren 40 bis 59 Jahre alt und 34,5 % waren mindestens 60 Jahre alt. Das mittlere Alter betrug 54 Jahre. 50,6 % der Bevölkerung waren männlich und 49,4 % weiblich.
Das durchschnittliche Jahreseinkommen lag bei 98.676 $, dabei lebte niemand der Bevölkerung unter der Armutsgrenze.
Im Jahr 2000 war Englisch die Muttersprache von 100 % der Bevölkerung.